# Erik Haula
Erik Haula (Pori, 23 marzo 1991) è un hockeista su ghiaccio finlandese.

## Palmarès

### Mondiali
- 1 medaglia:
  - 1 argento (Bielorussia 2014)